# Southend, Skottland
Southend är en by i Kintyre, Argyll and Bute, Skottland. Byn är belägen 12 km från Campbeltown. Orten har 500 invånare. Bosättningen grundades 1797.